# Astylosternidae
Astylosternidae är en familj i ordningen stjärtlösa groddjur med 5 släkten och omkring 30 arter. De förekommer i västra Afrika i tropiska regnskogar, ungefär från Sierra Leone till Kongo-Kinshasa.
Arterna i familjen är ganska små. Hos flera arter tränger den sista biten av fingerbenet tidvis genom huden vad som påminner om små klor. Dessa klor används antagligen som försvarsmedel mot fiender. De har förmåga att frambringa smärtande sår hos människor som tar en groda i handen. Hos släktet Leptodactylodon är fingrarnas spetsar däremot skivor.
En av de mest kända arterna i familjen är hårgrodan (Trichobatrachus robustus). Hannar av denna art har under parningstiden hårliknande hudutskott vid bakkroppen.

## Systematik
Gruppens ställning i taxonomin är omstridd. Tidigare räknades de som underfamilj Astylosterninae till familjen äkta grodor (Ranidae) eller till familjen gräsgrodor (Hyperoliidae). Idag klassas de ofta som självständig familj men i vissa taxonomiska listor tillhör de familjen Arthroleptidae.
De 5 släktena är:
- Astylosternus Werner, 1898, 11 arter
- Leptodactylodon Andersson, 1903, 15 arter
- Nyctibates Boulenger, 1904, en art
- Scotobleps Boulenger, 1900, en art
- Trichobatrachus Boulenger, 1900, en art - hårgroda